# Пирійник
Пирій, пирі́йник (Elymus) — рід багаторічних трав'янистих рослин родини тонконогових. Рід містить ≈ 200 видів і поширений у Євразії, Північній і Південній Америках, Північній Африці й Ефіопії.

## Ботанічний опис

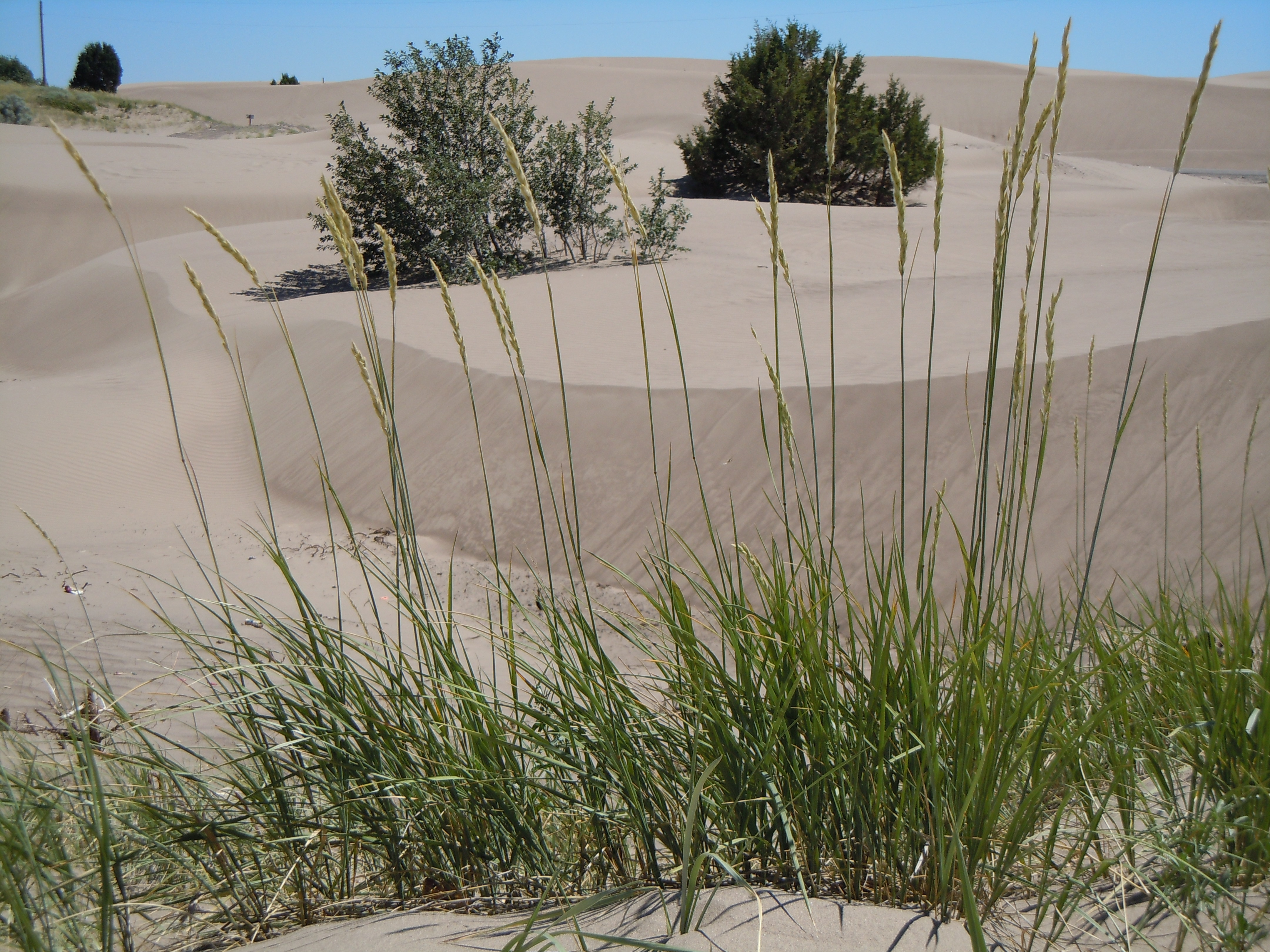
Elymus flavescens

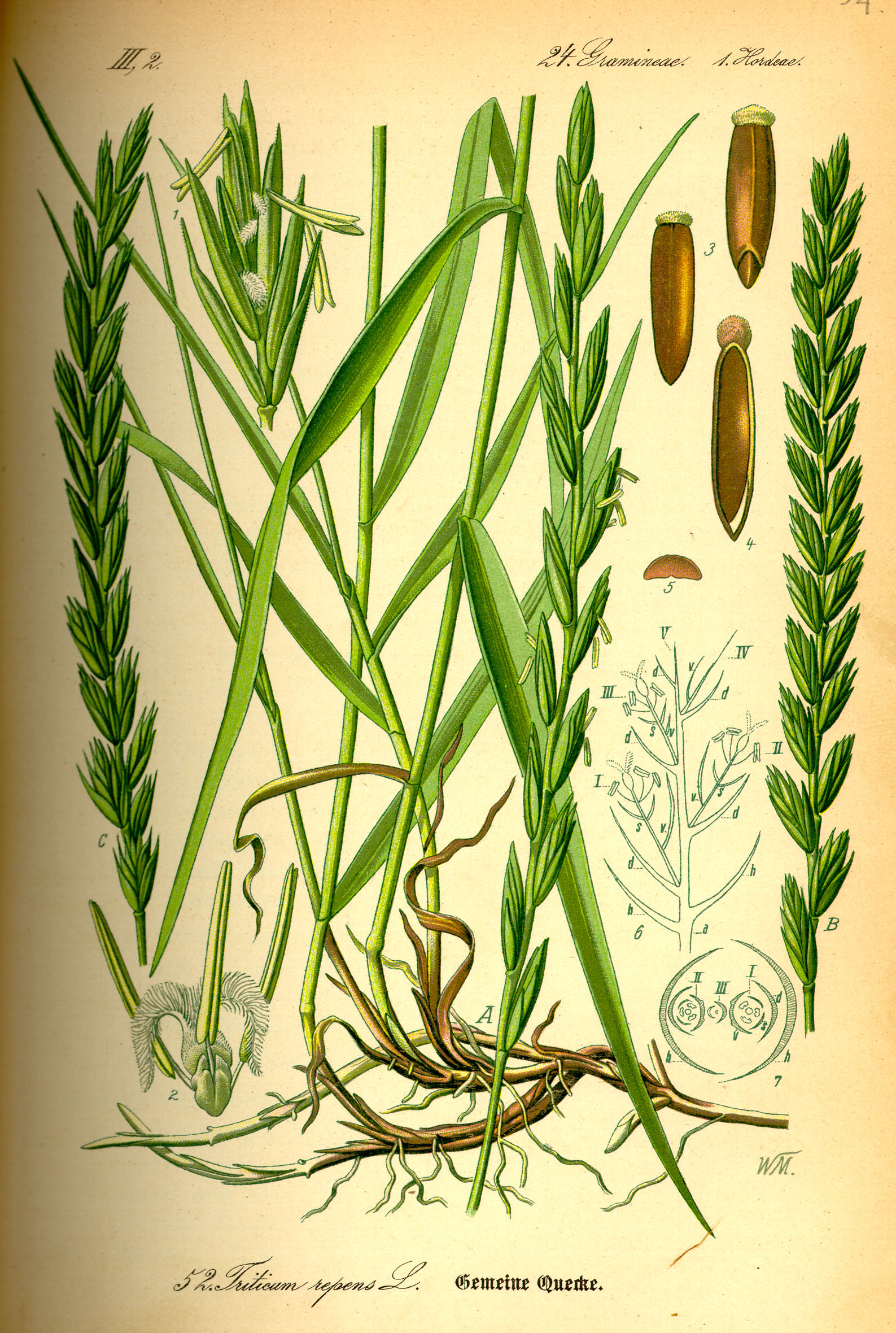
Elymus repens, був типовим видом роду пирій (Elytrigia), наразі багатьма ботаніками відноситься до роду пирійник

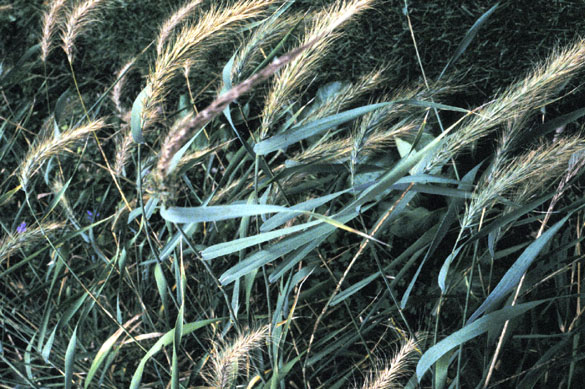
Elymus canadensis

Дерновинні, рідко короткокореневищні багаторічники 15–150(200) см заввишки. Стебла зазвичай прямостоячі з розставленими вузлами. Суцвіття — прямі або більш-менш пониклі, зазвичай лінійні колосся 4–18(30) см завдовжки з віссю, що не розпадається в плодах

## Поширення
Рід поширений в помірних зонах обох півкуль.

## Господарське значення та застосування
Деякі види пирійника використовуються в сільському господарстві: Elymus caninus, Elymus dahuricus, Elymus hoffmannii, Elymus nutans, Elymus sibiricus, Elymus trachycaulus, Elymus virginicus входять до складу фуражних трав в Росії, Північному Китаї і Північній Америці. У боротьбі з ерозією ґрунтів використовують Elymus dahuricus, Elymus hystrix, Elymus macrourus, Elymus villosus (Цвелев, 1976; Некратова, 2007; Okito, 2008; Knüpffer, 2009).

## Види
Рід нараховує понад 200 видів (докладніше див. список видів роду пирійник).

## Систематика
Близьким до роду Elymus (Пирійник) є рід Elytrigia (Пирій) Деякі автори об'єднують ці два рода. У «Словнику українських наукових і народних назв судинних рослин» Юрія Кобіва назва Elytrigia є синонімом роду Elymus (пирій). Також у цьому словнику пирій є однією з назв роду Agropyron Gaertner (житняк). Однак на думку інших авторів між таксонами Elytrigia і Elymus більше відмінностей ніж між таксонами Elytrigia і Agropyron, які є окремими родами у авторів, які об'єднують перші два роди в один. У своїй монографії «Злаки України» (1977) Юрій Прокудін для флори України приводить лише три роди з триби Triticeae: Agropyron, Elytrigia та Leymus, інші зведені до синонімів. За останнім зведенням судинних рослин України триба Triticeae у флорі України представлена 5 родами і 36 видами:
- Agropyron — дев'ять видів,
- Elymus — чотири види,
- Leymus — чотири види,
- Elytrigia — 18 видів,
- Psathyrostachys — 1 вид.

Наразі всі перераховані роди більшістю науковців визнані самостійними, вони повністю різняться не тільки за своїми анотомо-морфологічними особливостями та екологією, але й за походженням, хоча деякі види відносять то до одного, то до іншого роду.
Багато видів Elymus мають великий ареал і характеризуються високою морфологічною мінливістю. Для видів роду Elymus характерна не завжди однозначна синоніміка, застосовувана при описі вариететів, підвидів та видів роду дослідниками різних країн. Багато проблем систематики і таксономії пирійніків обумовлені тим, що серед видів роду часто відбувається міжвидова гібридизація.